# Hau Pei-tsun

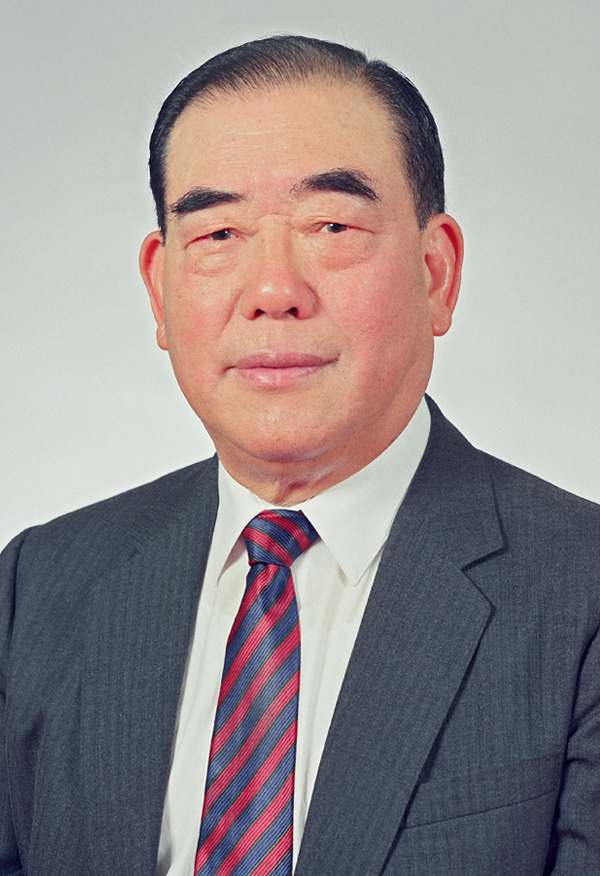
Hau Pei-tsun (1990)

Hau Pei-tsun (chinesisch 郝柏村, Pinyin Hǎo Bǎicūn, * 8. August 1919 in Yancheng, Jiangsu, China; † 30. März 2020 in Taipeh) war eine Militärperson im Rang eines Vier-Sterne-Generals und ein Politiker und Premierminister (1990–1993) der Republik China auf Taiwan.

## Biografie

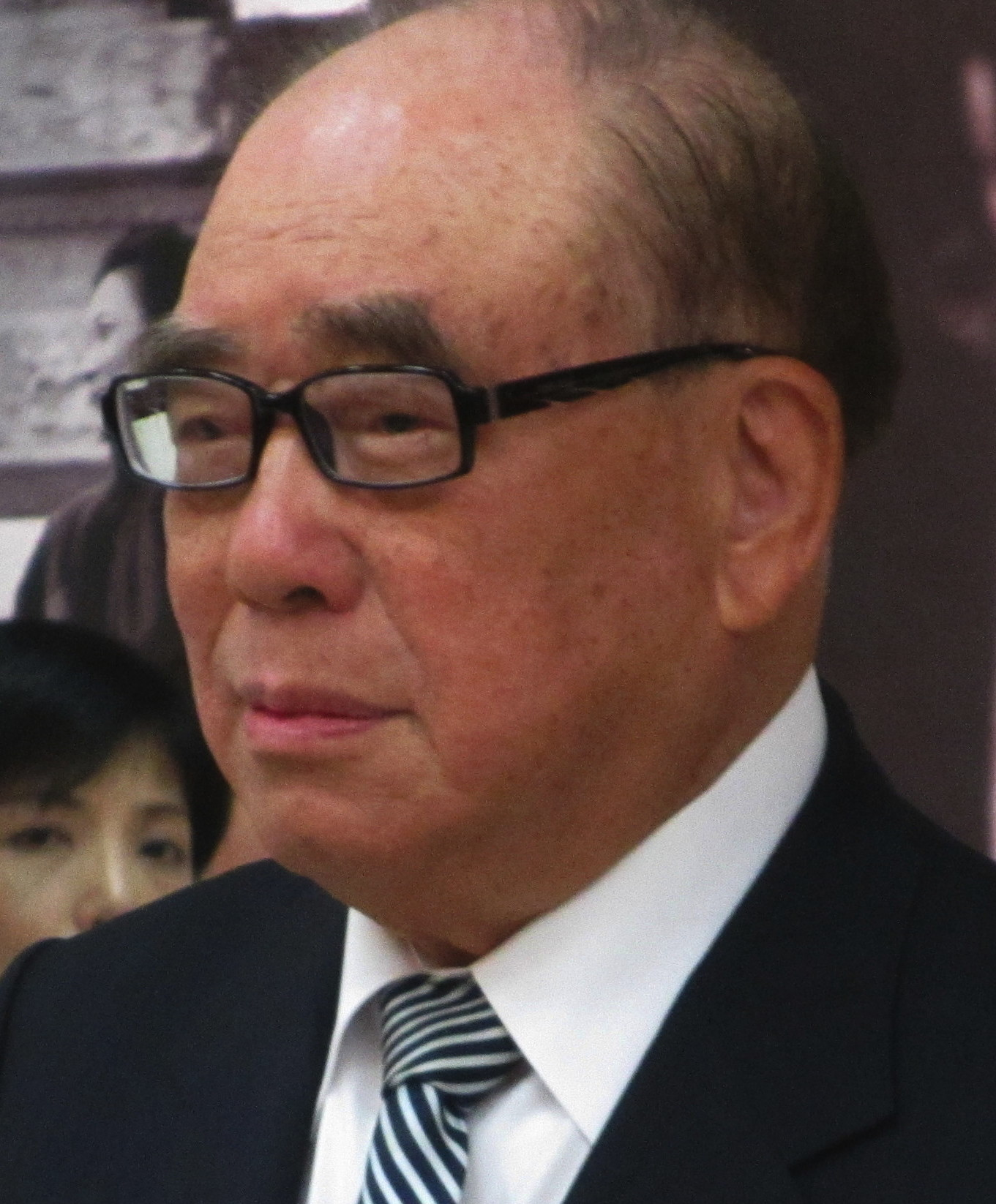
Hau Pei-tsun (2013)

Hau Pei-tsun wurde in eine wohlhabende Familie in der nördlichen chinesischen Küstenprovinz Jiangsu geboren. Er schlug eine militärische Karriere ein und besuchte die Militärakademie der Republik China (damals noch auf dem chinesischen Festland), die er 1946 abschloss. Während des Chinesisch-Japanischen Krieges 1937–1945 kämpfte er an verschiedenen Fronten gegen die japanische Invasionsarmee. Nach der Machtübernahme der Kommunisten auf dem Festland flüchtete er mit seiner Familie auf die weiter unter Kontrolle der Kuomintang (KMT) gebliebene Insel Taiwan. Später besuchte er das Command and General Staff College (CGSC) der US Army in Fort Leavenworth, Kansas, wo er eine höhere Generalstabsausbildung erhielt. Hau schloss sich frühzeitig der Kuomintang an und stieg in ihren Rängen parallel zu seiner militärischen Karriere auf. Unter der Kuomintang-Regierung Taiwans bekleidete er verschiedene militärische Kommandoposten und erklomm allmählich verschiedene Stufen in der militärischen Hierarchie. Im August 1958, als die Volksrepublik China die unter Kontrolle der taiwanischen Kuomintang-Regierung stehende, dem chinesischen Festland vorgelagerte Insel Kinmen unter Artilleriebeschuss nahm, war Hau Kommandeur einer Militärdivision, die zur Verteidigung der Insel eingesetzt war. 1965–1970 war er ein Hauptberater von Präsident Chiang Kai-shek, 1975–1977 stellvertretender Oberbefehlshaber der Streitkräfte der Republik China auf Taiwan, 1977–1978 Vizechef des Generalstabs, 1978–1981 Oberbefehlshaber der taiwanischen Streitkräfte, 1981–1989 Chef des Generalstabes und 1989–1990 Verteidigungsminister.
1990 wurde Hau durch Präsident Lee Teng-hui zum Premierminister ernannt. Die Ernennung wurde durch die oppositionelle Demokratische Fortschrittspartei (DPP) abgelehnt, die die Ansicht vertrat, dass das Amt des Premierministers nicht mit einer Militärperson besetzt werden solle. Hau erwarb sich jedoch auch einiges Ansehen während seiner Regierungszeit durch sein rigoroses Vorgehen gegen Kriminalität und öffentliche Unruhen im Sinne einer konsequenten Law-and-Order-Politik. Es kam wiederholt zu Meinungsverschiedenheiten zwischen dem Präsidenten und seinem Premierminister, die von der Öffentlichkeit teilweise als Machtkampf zwischen dem „Taiwaner“ Lee und dem „Festlandchinesen“ Hau wahrgenommen wurden. Nach der Wahl zum Legislativ-Yuan 1992, bei der sich auch die Machtverhältnisse innerhalb der KMT verschoben hatten, wurde Hau zum Rücktritt gedrängt und Lee ernannte den ihm genehmeren Lien Chan zum neuen Premier.
1993–1995 war Hau Parteivorsitzender der Kuomintang. Im Vorfeld der Präsidentenwahl 1996 kam es bei der KMT zu einer Änderung des internen Verfahrens der Kandidatenauswahl für Wahlen. Das neue Kandidatenauswahlverfahren wurde von Hau und anderen KMT-Mitgliedern scharf kritisiert, die darin letztlich eine Machtsteigerung von Präsident Lee und seiner Anhängerschaft sahen. Hau verließ schließlich zusammen mit anderen Personen die Kuomintang und kandidierte bei der Präsidentenwahl 1996 für das Vizepräsidentenamt zusammen mit Lin Yang-kang, der ebenfalls die KMT verlassen hatte und für das Präsidentenamt kandidierte. Bei der Wahl wurde das Duo durch die konservative Xindang („Neue Partei“) unterstützt und erhielt 1,6 Millionen Stimmen (knapp 15 %).
In der Folgezeit war Hau nicht mehr in öffentlichen Ämtern aktiv und schloss sich auch keiner politischen Partei an. Im Februar 2005 lud die Kuomintang-Führung 18 ehemalige KMT-Mitglieder, alle konservative „Rechtsabweichler“, darunter auch Hau, ein, wieder zur KMT in gehobene Positionen zurückzukehren. Hau folgte der Aufforderung und schloss sich wieder der KMT an.

## Politische Ansichten

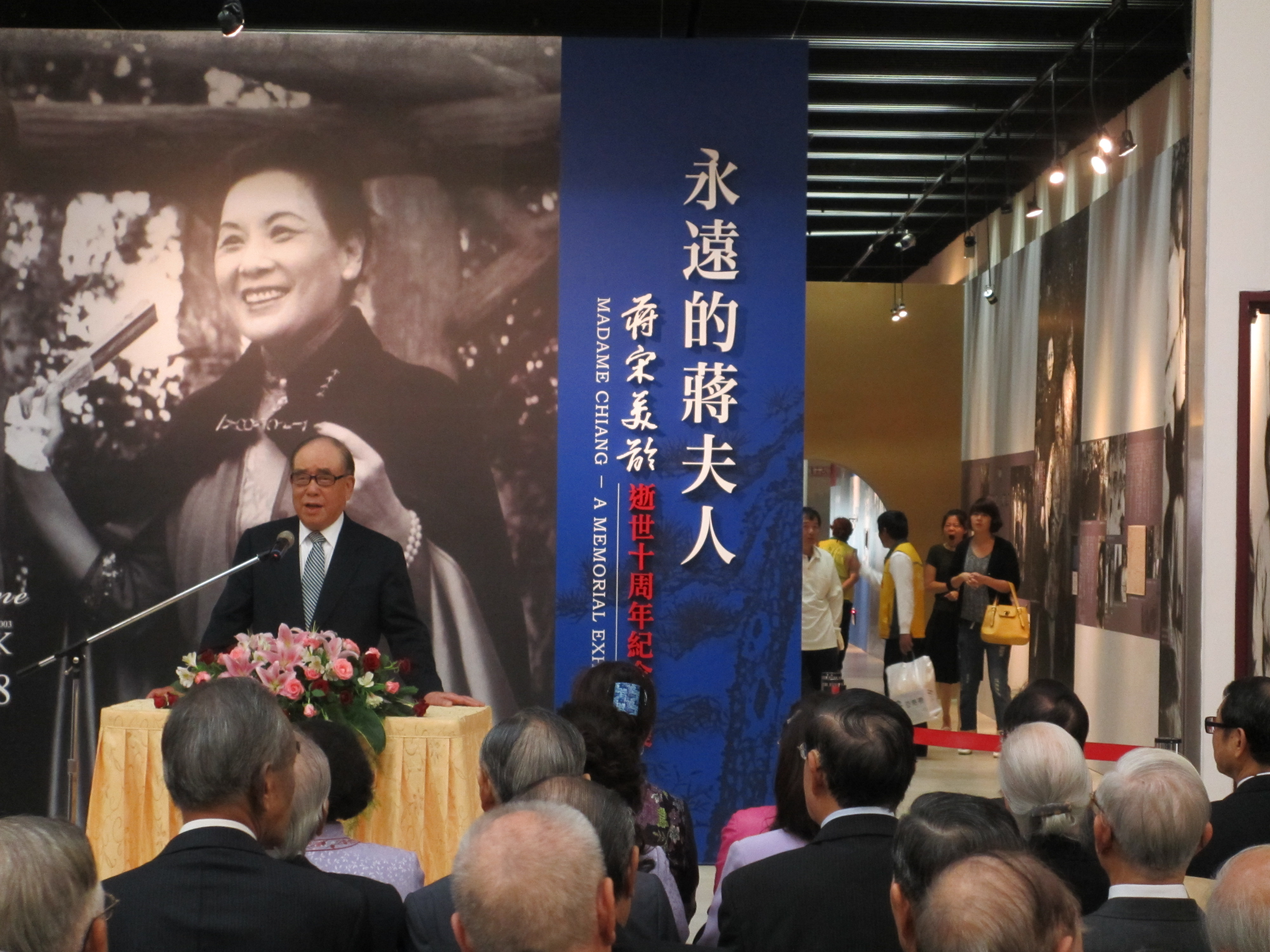
Hau Pei-tsun bei einer Ansprache anlässlich einer Gedächtnisausstellung anlässlich des 10. Todestages von Song Meiling, der Frau Chiang Kai-sheks (2013)

In einem Vortrag bei einer Festveranstaltung am 4. September 2014 anlässlich des 70. Jahrestages der Kapitulation Japans nach dem Zweiten Weltkrieg machte der 94-jährige Hau seine Sicht auf den Taiwan-Konflikt noch einmal deutlich. Taiwans Schicksal sei in der Geschichte nie durch die Taiwaner selbst bestimmt worden und dies werde auch in der Zukunft nie der Fall sein. Dies sei einfach nicht möglich. Taiwans Zukunft sei die Zukunft der Republik China, und diese sollte durch alle Chinesen (中國人), die chinesische Nation (中華民族, Zhonghua minzu) entschieden werden. Das heutige Taiwan würde nicht in seiner erfreulichen Prosperität existieren, wenn nicht die Kuomintang-Regierung ihre „drei Prinzipien“ umgesetzt und den Krieg gegen Japan siegreich beendet hätte. Die taiwanische Regierung müsse am Konsens von 1992 festhalten, in dem die Volksrepublik China und Taiwan übereingekommen seien, dass es nur ein China gäbe. Eine Unabhängigkeit Taiwans sei „eine Sackgasse“. Hau beklagte in dieser Ansprache, dass es nun zwar einen 228-Gedenktag und einen 228-Gedenkpark in Taipeh zur Erinnerung an den Zwischenfall vom 28. Februar 1947 gäbe, aber der „Rückübertragungs-Tag“, d. h. der Tag der Übergabe der Insel Taiwan durch die Japaner an die damalige nationalchinesische Regierung am 25. Oktober 1945 sei als Feiertag abgeschafft worden und es gäbe auch keinen „Rückübertragungs-Park“.
Auf eigene Kosten bereiste Hau mehrfach das chinesische Festland und besuchte die Schlachtfelder des Krieges. 2014 besuchte er auch die Militärparade in Peking zur Feier des Jahrestages des Sieges über Japan. Bei einer Feier zum 77. Jahrestag des Zwischenfalls an der Marco-Polo-Brücke in Peking sahen ihn erstaunte Beobachter sogar die chinesische Nationalhymne mitsingen. Er rechtfertigte sich danach, dass dieser „Marsch der Freiwilligen“ (義勇軍進行曲) im Krieg gegen Japan nicht nur eine Hymne der Kommunisten gewesen sei. In diesem Zusammenhang beschwerte sich Hau öffentlich darüber, dass die Geschichte des Chinesisch-Japanischen Krieges durch die Volksrepublik China nicht korrekt dargestellt bzw. „umgeschrieben“ werde. Der Beitrag der Kommunisten zum Sieg über Japan sei „minimal“ gewesen. In Wirklichkeit habe fast die gesamte Last der Kriegsanstrengungen auf der nationalchinesischen Regierung unter Generalissimus Chiang Kai-chek gelegen, dem letztlich der Sieg zu verdanken sei. Im Juli 2015 stellte er ein Buch vor (s. u.), in dem er zusammen mit anderen nationalchinesischen Generälen im Ruhestand seine Sicht des Krieges schilderte. Die historischen Fakten seien durch die Propaganda vom Festland verzerrt worden. Dies müsse für kommende Generationen richtiggestellt werden.
Angesichts dieser und anderer als „anti-japanisch“ eingestufter Äußerungen relativ kurz vor den Bürgermeisterwahlen 2014 in Taiwan bezeichneten politische Kommentatoren, die der Demokratischen Fortschrittspartei (DPP) nahestanden, Hau als einen „politischen Dinosaurier“, der einen anti-japanischen „Han-chinesischen Nationalismus“ verträte. Die KMT müsse sich vom Einfluss dieser „alten Garde“ befreien.
Hau starb 100-jährig am 30. März 2020 an Multiorganversagen, dem ein Schlaganfall vorausgegangen war, in einem Krankenhaus in Taipeh. Angesichts der grassierenden COVID-19-Pandemie erklärte seine Familie, auf eine größere Begräbnisfeier verzichten zu wollen, um Menschenansammlungen zu vermeiden. Diese solle später aber nachgeholt werden.

## Persönliches
Hau Pei-tsun war mit Kuo Wan-hua verheiratet und hatte zwei Söhne und drei Töchter. Sein Sohn Hau Lung-pin ist Mitglied der Kuomintang und war von 2006 bis 2014 Bürgermeister von Taipeh und stellvertretender Vorsitzender der KMT von April bis November 2014. Im Alter von 98 Jahren ließ sich Hau am 31. Dezember 2017 taufen und wurde Mitglied der protestantischen Kirche Taiwans.

## Veröffentlichungen
- Hau Pei-tsun, zusammen mit Fu Ying-chuan (傅應川), He Shi-tong (何世同), Hu Chu-sheng (胡筑生), und Huang Ping-lin (黃炳麟): 郝柏村重返抗日戰場 („Hau Pei-Tsun besucht erneut die alten Schlachtfelder des Krieges gegen die japanische Aggression“), 2015, ISBN 978-986-320-743-6.[12]